# Kia Sonet
Kia Sonet — це субкомпактний кросовер, який Kia виробляє з 2020 року. Розташований нижче Seltos і тісно пов’язаний із аналогічним за розміром братом Hyundai Venue, він продається на ринках, що розвиваються, зокрема в Азії, Африці, Близького Сходу та Латинської Америки.

## Огляд
Sonet був попередньо представлений як Sonet Concept у лютому 2020 року.  Серійна версія дебютувала у всьому світі 7 серпня 2020 року та продається в Індії з 18 вересня 2020 року.  Це третя модель Kia в Індії після Seltos і Carnival. 

На індійському ринку Sonet займає категорію кросоверів з довжиною 3995 мм, користуючись податковими пільгами в Індії для автомобілів коротше чотирьох метрів. Для експортних ринків Sonet оснащений довшими переднім і заднім бамперами, завдяки чому його довжина зросла до 4120 мм.

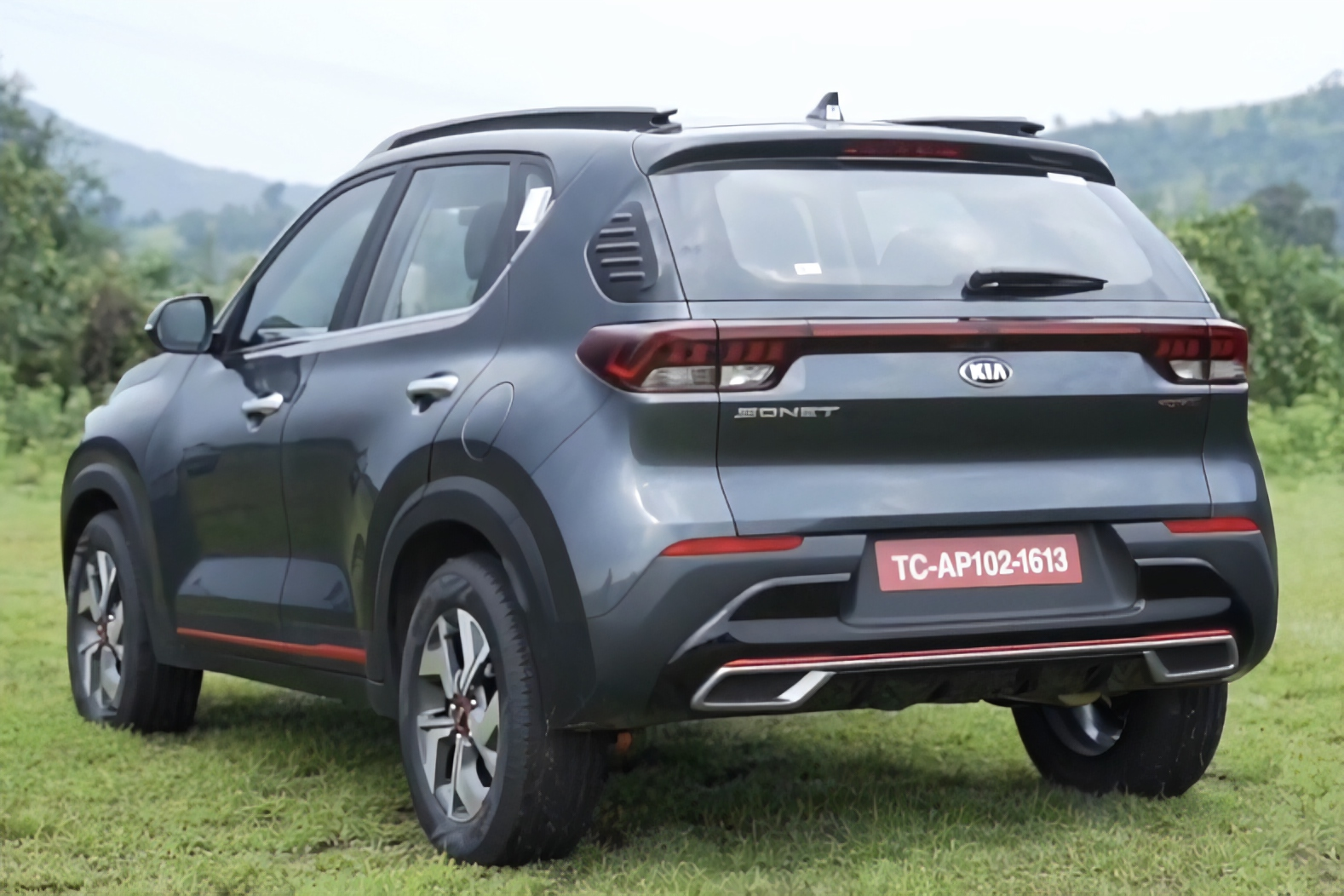
Вид ззаду
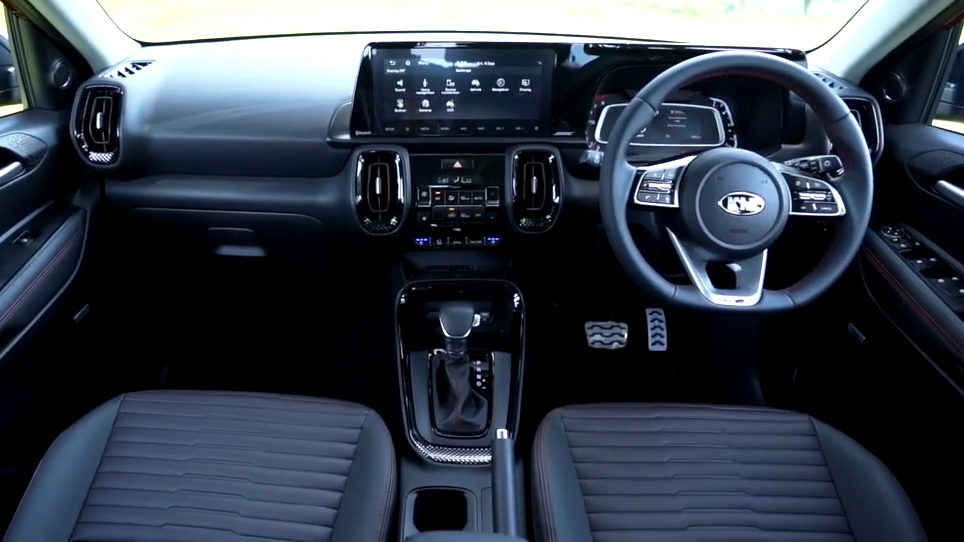
Інтер’єр
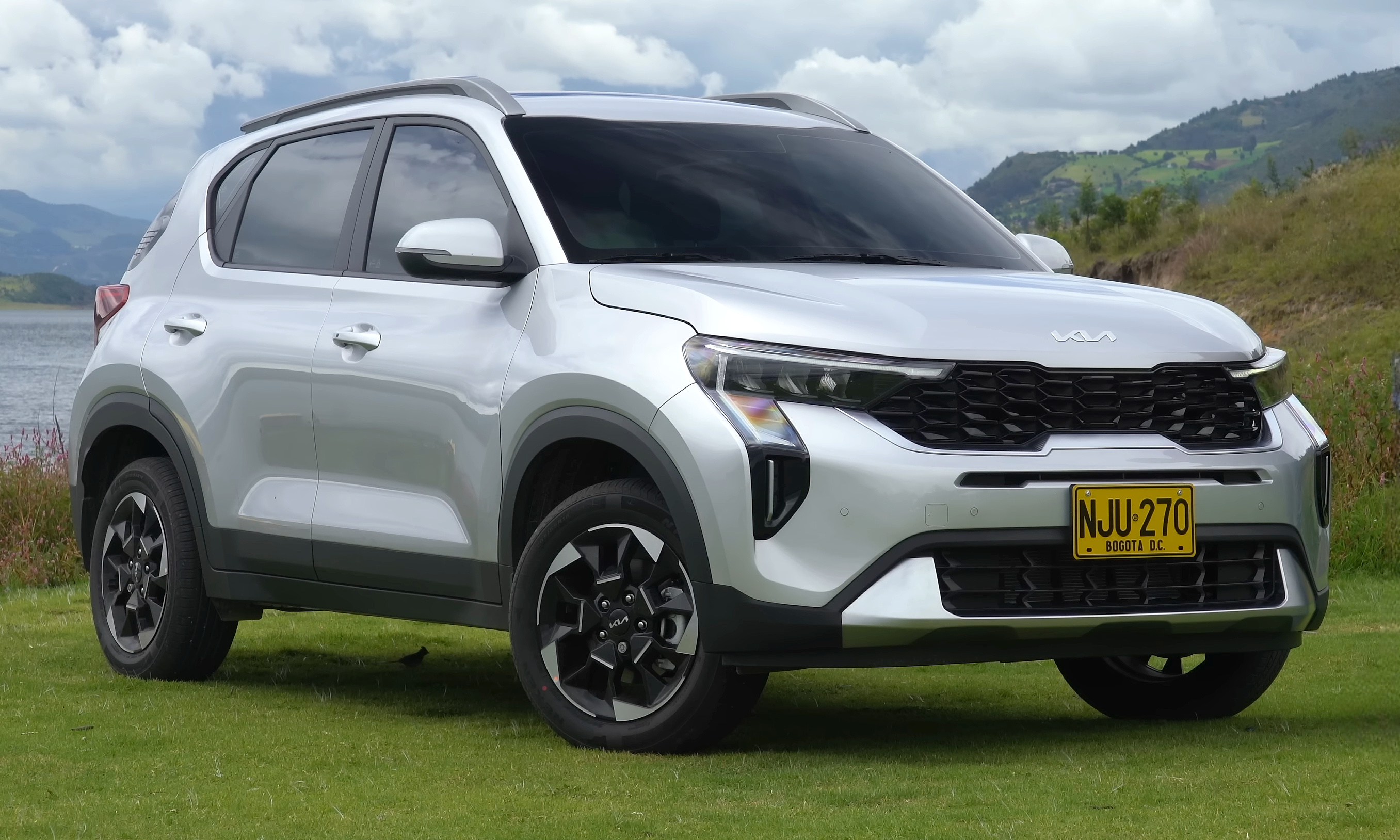
Рестайлінг
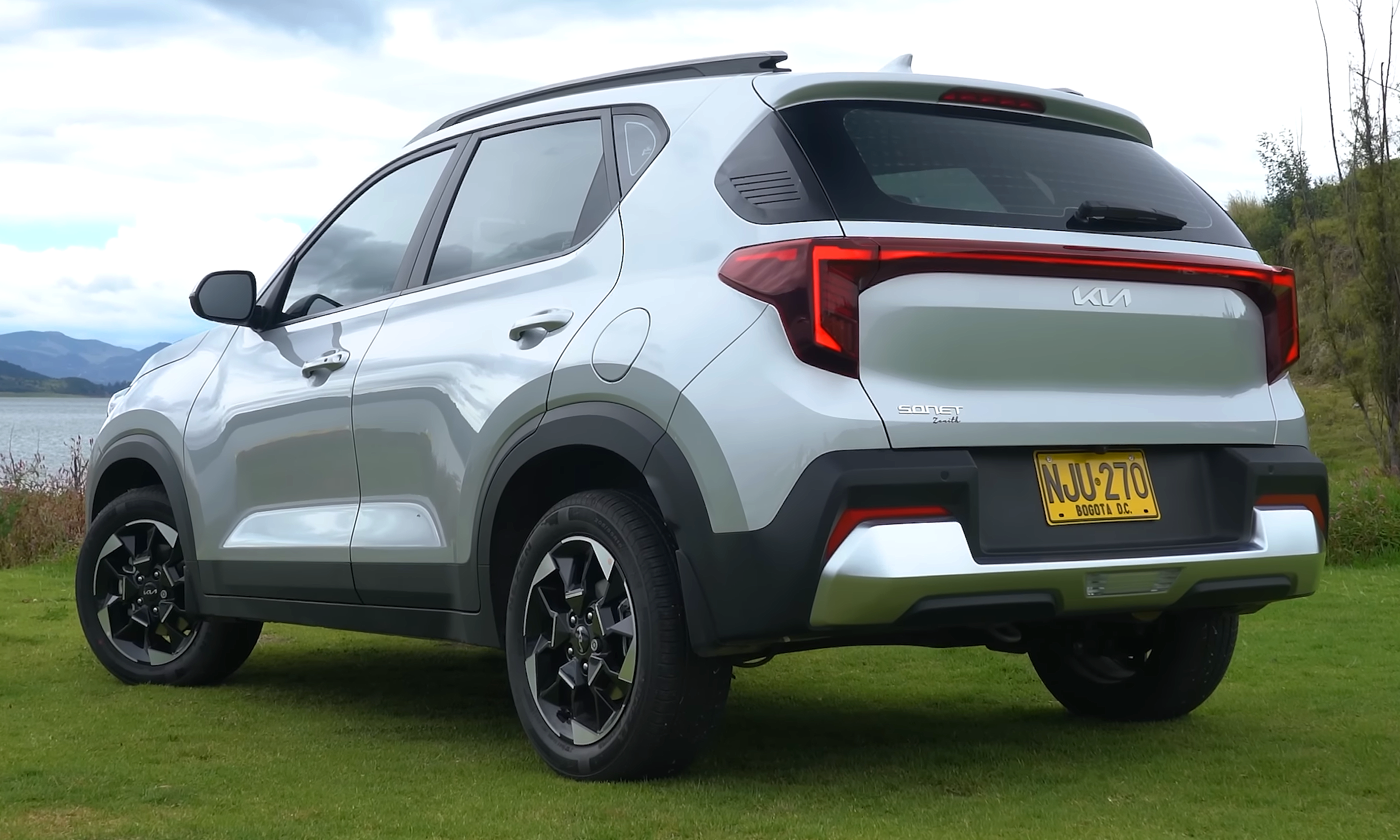
Вид ззаду

## Двигуни
Бензин
- 1.0 л Kappa II T-GDI I3 118 к.с. 172 Нм
- 1.2 л Smartstream MPi I4 82 к.с. 115 Нм
- 1.5 л Smartstream MPi I4 113 к.с. 144 Нм

- Дизель
  - 1.5 л Smartstream D1,5 CRDi WGT I4 99 к.с. 240 Нм
  - 1.5 л  Smartstream D1,5 CRDi VGT I4 115 к.с. 250 Нм

## Продажі
| Рік      | Індія  | Південна Африка | В'єтнам | Індонезія | Колумбія | Саудівська Аравія | ОАЕ  |     |
| -------- | ------ | --------------- | ------- | --------- | -------- | ----------------- | ---- | --- |
| 2020 рік | 38 363 |                 |         |           |          |                   |      |     |
| 2021 рік | 79 289 | 2471            | 1729    | 2321      | 319      | 319               | 1411 |     |
| 2022 рік | 86,251 | 3319            | 9446    | 1388      | 1502     | 2695              | 307  |     |
| 2023 рік | 79 776 | 6511            | 11,366  | 11366     | 661      | 1633              | 1158 | 398 |